# (33747) Clingan
(33747) Clingan est un astéroïde de la ceinture principale.

## Description
(33747) Clingan est un astéroïde de la ceinture principale. Il fut découvert le 14 août 1999 à Eskridge par Gary Hug. Il présente une orbite caractérisée par un demi-grand axe de 3,07 UA, une excentricité de 0,17 et une inclinaison de 11,0° par rapport à l'écliptique.
Il est dédié à l'astronome amateur Roy Clingan.

## Compléments